# Letopis popa Dukljana
Letopis  popa Dukljana,  Gesta Regnum Sclavorum (slovensko Dejanja Slovanskega kraljestva)  ali Barski rodovnik  je srednjeveški rokopis, napisan najverjetneje v drugi polovici 12. stoletja, po mnenju zgodovinarja Tiborja Živkovića na koncu 13. ali na začetku 14. stoletja. Domneva se, da je bil napisan v  benediktinskih  krogih v Baru, Črna gora. Avtor je bil anonimni duhovnik Barske nadškofije. O njegovi identiteti se je v preteklosti veliko razpravljalo.
Vzporedno s slovanskim izvirnikom, ki se je izgubil, je bil napisan tudi latinski prevod, ki se je ohranil v prepisih iz 17. stoletja. 

## Zgradba in vsebina
Avtor je v skladu s stališči latinskega srednjeveškega zgodovinopisja imel Gote in Slovane za isto ljudstvo, zato je svojo zgodovino kraljestva Slovanov začel z doselitvijo Gotov na ozemlje bivše rimske province Prevalitane, sedanje Črne gore, konec 5. stoletja. Letopis vsebuje seznam gotsko-slovanskih vladarjev od konca 5. stoletja do sredine 12. stoletja. Uvodni deli letopisa so zgodovinsko popolnoma nezanesljivi, verodostojnot podatkov za obdobje od sredine 10. stoletja do sredine 12. stoletja, ki se nanašajo na ustvarjanje močnega državnega jedra v Duklji, pa v veliki meri potrjujejo drugi viri.  Literarno najuspešnejši del letopisa je poglavje o življenju, ljubezni in smrti svetega kralja Vladimirja in njegove žene Kosare, hčerke bolgarskega carja Samuela, ki se bere kot ljubezenski roman.
Letopis   je pomembno pričevanje o bogati dediščini srednjeveške južnoprimorske književnosti. Vanj so bili vključeni tudi prirejeni deli naslednjih izgubljenih spisov:
- Kronika Duklje iz 10. stoletja,
- Ep o Duklji,
- Življenje svetega Vladimirja iz 11. stoletja

in številne legende in izročila.

## Rokopisi, redakcije in prevodi
Najstarejši znani rokopisi letopisa so iz sredine 17. stoletja.  Eden od njih je tako imenovani  Vatikanski rokopis, ki je nastal okoli leta 1650 v skriptoriju Ivana Lučića in se hrani v Vatikanski knjižnici. Drug je tako imenovani Beograjski rokopis, ki je bil prepisan najverjetneje okoli leta 1658. Raziskovalci ga pripisujejo fratru Rafaelu Levakoviću. Hrani ga Narodna knjižnica v Beogradu.
- Letopis je bil prvič objavljen leta 1601 na italijanskem jeziku kot del knjige Il Regno de gli Slavi (Kraljestvo Slovanov) dubrovniškega benediktinca Mavra Orbinija.

- V knjigi De regno Dalmatiae et Croatiae (Kraljestvo Dalmacije in Hrvaške), izdane v Amsterdamu leta 1666,  je Trogirčan Ivan Lučić objavil latinsko besedilo letopisa in ga naslovil Presbyteri Diocleatis Regnum Sclavorum (Slovansko kraljestvo dukljanskega duhovnika).

- Na začetku 16. stoletja je bil v Kajini (Makarsko primorje) najdena hrvaška redakcija letopisa. Po vsebini je del integralnega besedila letopisa. Celoten letopis ima  47 poglavij, medtem ko jih  ima Hrvaška redakcija samo 28. Hrvaška redakcija se do 24. poglavja popolnoma, do 26. poglavja pa delno ujema z Letopisom popa Dukljana. Zadnji dve poglavji tako imenovane Hrvaške kronike govorijo o vladavini hrvaškega kralja Zvonimirja. Enega od prepisov Hrvaške kronike je leta 1851 objavil Ivan Kukuljević.

- Hrvaško kroniko je v latinščino prevedel književnik  Marko Marulić leta 1510 iz predloge, ki ni zanesljivo identična s tisto, ki jo je objavil  Kukuljević. Marulićev prevod je objavil Ivan Lučić v že omenjeni knjigi iz leta 1666.

## Gotsko-slovanski vladarji
Seznam gotsko-slovanskih vladarjev iz a iz Letopisa popa Dukljana:
- Senubald, vladar držve Gotov ne severu; sinovi  Brus, Totila, Ostroilo (492—530)
- Brus, sin Senubalda, vladar države  Gotov na severu (530—540)
- Totila, sin Senubalda, kralj u Italiji (541—576)
- Ostroilo, sin Senubalda, kralj u Iliriji (540—552)
- Senulat, sin Ostroila, kralj (552— 564)
- Selimir, sin Senulata, kralj (564—585)
- Bladin, sin Selimirja, kralj (585—610)
- Ratomir, sin Bladina, kralj (610—620)
- štirje kralji iz Ratomirjeve rodbine
- Zvonimir, iz veje štirih kraljev, kralj (632—675)
- Svetopelek, sin Zvonimirja, kralj (675—680)
- Svetolik, sin Svetopeleka, kralj (680—692)
- Vladislav, sin Svetolika, kralj (692—709)
- Tomislav, brat Vladislava, kralj (709—722)
- Sebeslav, sin Tomislava, kralj (722—746)
- Razbivoj, sinova Sebeslava, vladal 12 let
- Vladimir, sin Sebeslava, kralj  (746—766)
- Hranimir, sin Vladimirja, kralj  (773—782)
- Tvrdoslav, sin Hranimirja, kralj (782—787)
- Ostrivoj, nečak Tvrdoslava, kralj (787—791)
- Tolimir, sin Ostrivoja, kralj (791—799)
- Pribislav, sin Tolimirja, kralj (799—805)
- Krepimir, sin Pribislava, kralj (805—830)
- Svetozar, sin Krepimirja, kralj (830—835)
- Radoslav, sin Svetozarja, kralj (835—850)
- Časlav, sin Radoslava, kralj (850—862)

## Mnenja zgodovinarjev
Letopis popa Dukljana je bil napisan v drugi polovici 12. stoletja. Rački navaja, da med letoma 1143 in 1154, Konstantin Jireček in Ferdo Šišić  da med letoma  1160 in  1180, medtem ko Vladimir Mošin meni, da leta 1148 ali 1149. Avtor v uvodu omenja, da je iz slovanskega jezika na latinski prevedel Spis o Gotih (Libellum Gothorum), ki se "v  latinščino prevaja kot Regnum Sclavorum". Iz tega je razvidno, da sta imela imeni Goti in Slovani očitno isti pomen. Obstaja tudi podatek, da je pred tem obstajalo besedilo na slovanskem jeziku, ki ga je avtor imenoval gotski. Po mnenju zgodovinarjev ta podatek sploh ni pomemben.
Na Letopis popa Dukljana sodobni zgodovinarji gledajo kot na nezanesljiv vir. Hrvaški zgodovinar Ferdo (Ferdinand Maksimilijan) Šišić že v prvem stavku najnovejše izdaje Dukljanovega letopisa odkriva napako, da je papež  Gelazij II. živel v 12.  stoletju in ni bil sodobnik romejskega (bizantinskega) metropolita Atanazija.  Šišić s tem diskreditira Dukljanovo verodostojnost, ker svojega sodobnika prestavlja za sedem stoletij  nazaj. Šišićeva analiza je sprožila kar nekaj študij točnosti navedbe v izvirnem spisu.
Najnovejša vzporedna izdaja Letopisa popa Dukljana, ki jo je izdal  Zgodovinski inštitut Srbske akademije znanosti in umetnosti in samostana Ostrog  v srbskem jeziku z naslovom Gesta regum Slavorum,  pomeni pomemben napredek v znanstvenem pristopu, ki je sicer neobičajen med sodobnimi  srbskimi zgodovinarji.  Besedili iz dveh latinskih virov in vzporedna srbski in hrvaški prevod ponujajo raziskovalcu resno možnost vzporejanja posameznih stavkov. Analize so pokazale, da je bilo ime papeža Gelazija zapisano pravilno in da so napake, ki jih omenja Šišić, nastale že v starih latinskih prepisih.
Mavro Orbini je moral imeti pri pisanju Kraljestva Slovanov na razpolago več prepisov Letopisa popa Dukljana. Enega od njih je leta 1510 priredil Splitčan Marko Marulić na podlagi starejšega (izgubljenega) prepisa svojega sorodnika, splitskega plemiča  Dominika Papalića. Drug prepis je leta 1546 v Omišu priredil Japolim Kaletić. Avtor navaja, da ga je priredil iz Papalićevega besedila, ki ga je odkril v Krajni v knjigi, pisani v hrvaški pisavi. Konec 16. stoletja je nastalo še nekaj prepisov tega besedila. Analize  Tiborja Živkovića kažejo, da prepisov ni bilo veliko in da je Orbinijevo besedilo prva popolna različica tega spisa.
Študije Letopisa popa Dukljana kažejo, da gre za zelo pomemben zgodovinski vir, ki kljub številnim prevodom,   priredbam in spremembam naslova ni zgubil bistvenih informacij. Trditev potrjuje spis Mavra Orbinija in spisi številnih katoliških avtorjev.

## Južnoslovanske pokrajine
Letopis popa Dukljana  je pomemben vir za južnoslovansko zgodovinopisje, ker dvakrat omenja Rdečo Hrvaško na  ozemlju sedanje Črne gore. Po verjetno izmišljenem državnem zboru v Dalmi (Duvno) se je Svepopelekovo kraljestvo delilo tako, da so se pokrajine v porečju rek, ki so se izlivale v (Jadransko) morje, imenovale "Maritima" (Primorska), pokrajine v porečju rek, ki so se izlivale v Donavo, pa  "Surbia" (Srbija) ali "Transmontana" (Zagorje).  Primorje se je še naprej delilo na Belo Hrvaško ali Spodnjo Dalmacijo (od Dalme do Vinodola s Splitom kot središčem  nadškofije) in Rdečo Hrvaško ali Gornje Dalmacijo (od Dalme do Drača z Dukljo kot središčem nadškofije. Srbija ili Zagorje se je delilo na Bosno zahodno od Drine in Raško vzhodno od nje.
| Latinski Izvirnik: "...secundum continentiain privilegiorum quae lecta coram populo fuerant, scripsit privilegia, divisit provincias, et regiones regni sui, ac terminos, et fines earum hoc modo: secundum cursum aquarum, quae a montanis fluunt, et intrant in mare contra meridianam plagam, Maritima vocavit; aquas vero que a montanis fluunt contra septentrionalem plagam, et intrant in magnum flumen Donavi, vocavit Surbia. Deinde Maritima in duas divisit provincias: a loco Dalmae... usque ad Valdevino vocavit Croatiam Albam, quae et Inferior Dalmatia dicitur... Item ab eodem loco Dalmae usque Bambalonam civitatem, quae nunc dicitur Dyrachium, Croatiam Rubeam vocavit, quae et Superior Dalmatia dicitur... Surbiam autem, que et Transmontana dicitur, in duas divisit provincias: unam a magno flumine Drina contra occidentalem plagam usque ad montem Pini, quam et Bosnam vocavit. Alteram vero ab eodem flumine Drina contra orientalem plagam usque ad Lupiam, et Lab, quam Rassam vocavit." | Slovenski prevod: "...po vsebini privilegijev, ki so bili prebrani v prisotnosti ljudstva, je privilegije napisal (Svetopelek) in z njimi razdelil pokrajine in province svoje države in določil njihove meje. Pokrajine ob rekah, ki tečejo s planin proti jugu in se izlivajo v morje, je imenoval Primorje. Pokrajine ob rekah, ki tečejo s planin proti severu in se izlivajo v veliko reko Donavo, je imenoval Srbija. Primorje je razdelil na dve provinci. Tisto od mesta Duvno… do Vinodola je imenoval Bela Hrvaška, ki se imenuje tudi Spodnja Dalmacija. Provinco od Duvna in vse do mesta Bambalone, ki se zdaj imenuje Drač, je imenoval Rdeča Hrvaška, ki se imenuje tudi Gornja Dalmacija... Srbijo, ki se imenuje tudi Zagorje, je razdelil na dve provinci: provinco od velike reke Drine proti zahodu vse do Borove planine je imenoval Bosna. Drugo, od iste reke Drine proti vzhodu vse do Lapije in Skadarskega jezera je imanoval Raška." |

Štedimija, hrvaški zgodovinar črnogorskega porekla, je v delu  Regnum Sclavorum (Kraljevstvo Slavena, hrvaška različica Letopisa popa Dukljana) iz leta 1937 s terminom Rdeča Hrvaška označil ozemlje od Duvna do Drača.  Njegovo označbo  zgodovinarji zavračajo kot neverodostojno, ne samo zato, ker je pristranska, ampak tudi zato, ker je bila hrvaška različica napisana na Hrvaškem pet stoletij  za izvirnikom. Hrvaška različica, "odkrita" več stoletij kasneje, naj bi diskreditirala zgodovinsko verodostojnost Regnum Sclavorum, v resnici pa je pomenila "tiho željo" oziroma tisto, kar bi Hrvati želeli videti, čeprav je bilo daleč od resnice. Paul Stephenson piše, da so zgodovinarji Štedimijevo pisanje zavrnili, ker je "ohranjeno samo v kasnejših in pretirano spremenjenih različicah, v katerih so nenatančne in popolnoma netočne trditve".  Štedimijevo pisanje je po mnenju večine sodobnih zgodovinarjev večinoma fikcija  ali zidanje gradov v oblakih.